# ヘワ・ボラ航空
ヘワ・ボラ航空（英語：Hewa Bora Airways）はかつてコンゴ民主共和国のキンシャサに本拠地を置いていた航空会社である。

## 沿革
1994年、コンゴ航空・ザイール航空・ザイールエクスプレスの3社が合併して設立された。
2007年11月1日、ヘワ・ボラ航空とブリュッセル航空の子会社であるパン・アフリカ航空は、BA146-200型機とボーイング737型機を用いて、主にルブンバシ、ムブジ・メイ、ブラザビル、ドゥアラ向けに運航するため、新たにAirDCと呼ばれる計画を発表した。しかし、この計画は、ブリュッセル航空とヒューラ・ボラとの間で意見の相違があったため中止された。
2011年8月11日、952便が事故を起こす。
2011年8月16日、航空運送事業許可が停止され、運行も停止した。

## 就航都市
コンゴ民主共和国内
- ゲメナ、ゴマ、カナンガ、キンシャサ、キサンガニ、ルブンバシ、ムバンダカ、ムブジマイ

アフリカ
- カメルーン：ドゥアラ
- コンゴ：ブラザヴィル
- ナイジェリア：アブジャ、ラゴス
- 南アフリカ：ヨハネスブルク
- トーゴ：ロメ

なお，EU域内乗り入れ禁止航空会社であるため，EU域内には就航していない。

## 機材
2008年3月現在
- ボーイング727-100：2機
- ボーイング727-100F：1機（貨物機）
- ボーイング727-200：6機
- ボーイング767-200ER：1機
- ロッキード L-1011：1機
- ダグラスDC-8-55F：2機（貨物機）

- ダグラスDC-9も保有していたが下記の事故で喪失した。

## 安全問題
安全性に問題が有るため、危ない航空会社としてヘワ・ボラ航空を含むコンゴ民主共和国全ての航空会社が、EU領域での乗り入れを全面的に禁じられている。

### 事故
- 2008年4月15日にダグラスDC-9型旅客機が北キヴ州のゴマ空港を離陸直後に墜落し地上も含め約40人が死亡し、百数十人が負傷する事故が発生した。

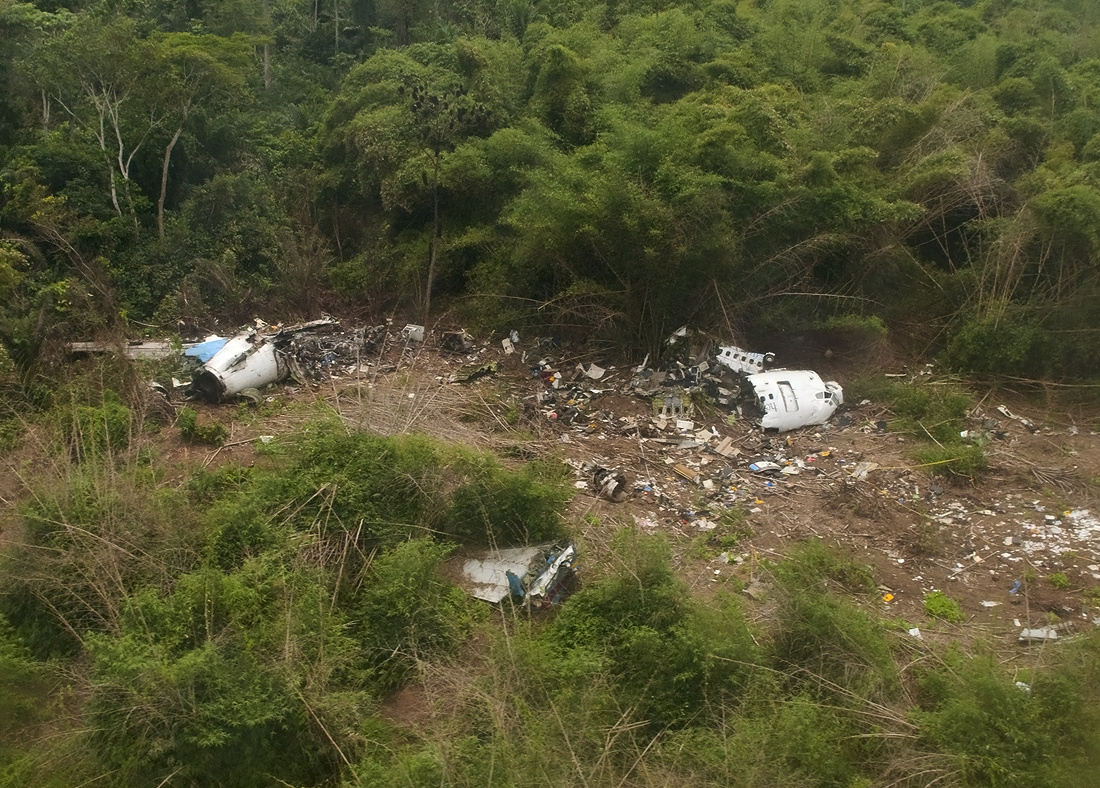
墜落現場

- 2011年7月8日、コンゴ東部のキサンガニ空港で、ボーイング727型旅客機が着陸に失敗。100名以上が死亡した[1]